# سوتيرس تسيودراس
سوتيرس تسيودراس  (باليونانية: Σωτήρης Τσιόδρας؛ ولد في 13اكتوبر 1965) هوه طبيب باطني ولد في استراليا من أصل يوناني، مختص في علم الأمراض (الأمراض المعدية)، المسؤول عن إدارة أزمة فيروس كورونا سارس كوفيد-2 في اليونان.

## بداية أعوامه وتعليمه
ولد تسيودراس  في 13 أكتوبر 1965 في مدينة سيدني، أستراليا، في عائلة مهاجرة من نيوهوري، أرغوليس بعدما انتقلت عائلته إلى اليونان، التحق بكلية الطب في لوانينا ثم انتقل بعد ذلك إلى جامعة أثينا حيث تخرج منها في مارس 1991 كأخصائي علم الأمراض.

## مهنته الطبية
في عام 1993، كان قد عُين تسيودراس في مستشفى أثينا العام العسكري 401 حيث خدم في ذاك المشفى لعام واحد. عمل خلال الأعوام 1994-1997 كأخصائي أمراض باطنية مختصاً بعلم الأمراض في مركز اينشتاين فيلادلفيا الطبي في الولايات المتحدة، من عام 1997-2001، التحق في برامج للأمراض المعدية في مركز الشمَاسة بيث إسرائيل الطبي وكلية الطب في هارفرد. م بين عام 1998 و2001، عمل كعضو في هيئة البحث في كلية الطب في هارفرد حيث نال هناك شهادة ماجستير في العلوم الطبية في يونيو من عام 2001.

## جائحة كوفيد-19 في اليونان
في عام 2020، عينت الحكومة مجموعة من المختصين للتعاون في إدارة البلاد لجائحة سارس كوفيد-2 في اليونان. تم تعيين تسيودراس، كقائد الفريق بالإضافة إلى منسق اتصالات الحكومة بخصوص أزمة كوفيد-19 الصحية.

## تغطية وسائل الإعلام
صرحت صحيفة لو فيجارو أن تسيودراس هو «المحبوب الجديد لدى اليونانيون». في المقالة، اتدعت لو فيجارو أنه طلب من رئيس الوزراء كايرياكوس ميتسوتاكس معايير اغلاق صارمة فور الإبلاغ عن أولى الحالات في إيطاليا. كتب الاخصائي الاجتماعي اليوناني أندرياس درايميوتيس: «يقدر اليونانيون على وجه التحديد هدوئه، علمه بخصوص الشأن، واحترامه العميق لجميع الضحايا وحقيقة أن يملك تكريس غير قابل للكسر تجاه كادر التمريض.» فضلاً عن ذلك، وصفته الصحافية ماتينا ستيفي- جريدنيف من صحيفة نيويورك تايمز على أنه واحد من «أبطال زمن فيورس كورونا».
ذكرت (NPR National republic radio npr.org) في الولايات المتحدة تسيودراس بالاسم في 4 أو 5 من شهر مايو 2020 وأشارت أيضا أن المواطنين اليونانيون كانوا قد كتبوا أغانِ في مدحه.

## حياته الشخصية
تسيودراس هو مسيحي ارثودوكسي ممارس، وهاوي للتراتيل البيزنطية، وعضو في كورس كنيسته المحلية. يملك 7 أطفالاُ.
في أطروحته الطبية في عام 2003، استعمل تسيودراس في ثناءه في كلمة الافتتاح اسمه الرسمي سوتيروس في كلا اللغتين اليونانية والإنجليزية. ذكر أيضا زوجته مينا، وأطفاله الأربع بالإضافة إلى أسماء والديه.